# Darrell Roodt
Pour les articles homonymes, voir Roodt.
Darrell Roodt est un réalisateur, scénariste et producteur de cinéma sud-africain né en 1962.

## Récompenses
Son film Sarafina ! a été projeté hors compétition au Festival de Cannes 1992, et Yesterday (2004) a été nommé pour l'Oscar du meilleur film en langue étrangère.

## Filmographie

### Réalisateur
- 1983 : La Vérité d'Henderson (City of Blood)
- 1986 : Place of Weeping
- 1987 : The Stick
- 1987 : Tenth of a Second
- 1990 : Jobman
- 1992 : Sarafina !
- 1993 : Father Hood
- 1993 : To the Death
- 1995 : Pleure, ô pays bien-aimé (Cry, the Beloved Country)
- 1997 : Territoire interdit (Dangerous Ground)
- 2000 : Second Skin
- 2001 : Witness to a Kill
- 2002 : Pavement
- 2003 : Sumuru (en)
- 2004 : Dracula 3000, téléfilm
- 2004 : Yesterday
- 2005 : Dirty Laundry, épisode de la série Charlie Jade
- 2005 : Faith's Corner
- 2006 : Cryptid
- 2006 : Number 10
- 2007 : Meisie
- 2007 : Terreur dans la savane (Prey)
- 2008 : Lullaby
- 2008 : Ella Blue, mini-séries télévisées
- 2008 : Zimbabwe
- 2012 : Winnie
- 2012 : Little One (en)
- 2015 : Treurgrond
- 2016 : Skorokoro (en)
- 2017 : The Lullaby (en)
- 2018 : 'Lake Placid : L'héritage (en) (Lake Placid: Legacy)